# دومنیکو تدسکو
دومنیکو تدسکو (ایتالیایی: Domenico Tedesco؛ زادهٔ ۱۲ سپتامبر ۱۹۸۵) یک سرمربی فوتبال آلمانی-ایتالیایی است.
تدسکو سابقه مربی‌گری در شالکه ۰۴، ارتسگبیرگ آئو و اسپارتاک مسکو و باشگاه فوتبال لایپزیگ و تيم ملی فوتبال بلژیک را در کارنامه دارد.

## سابقه مربیگری

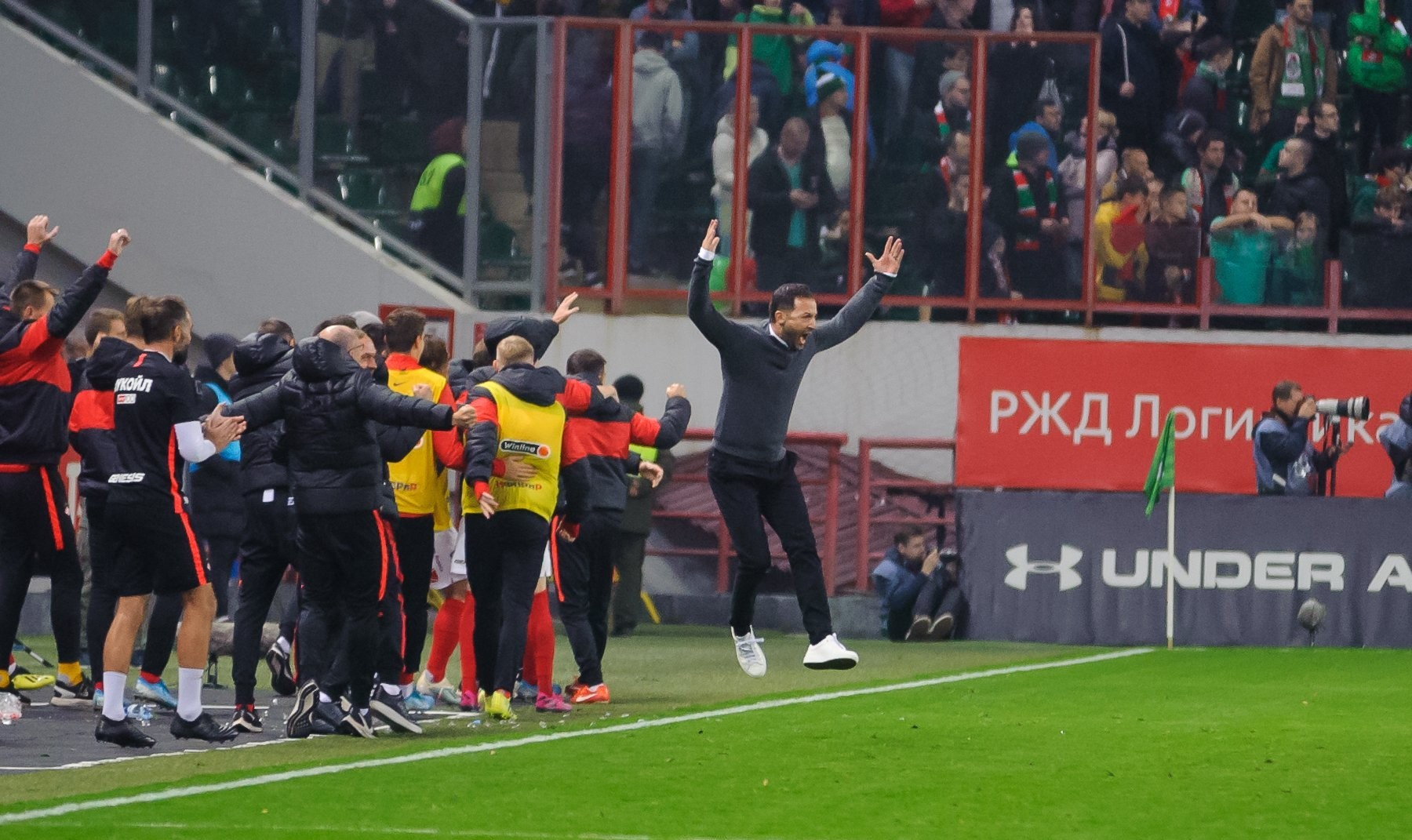

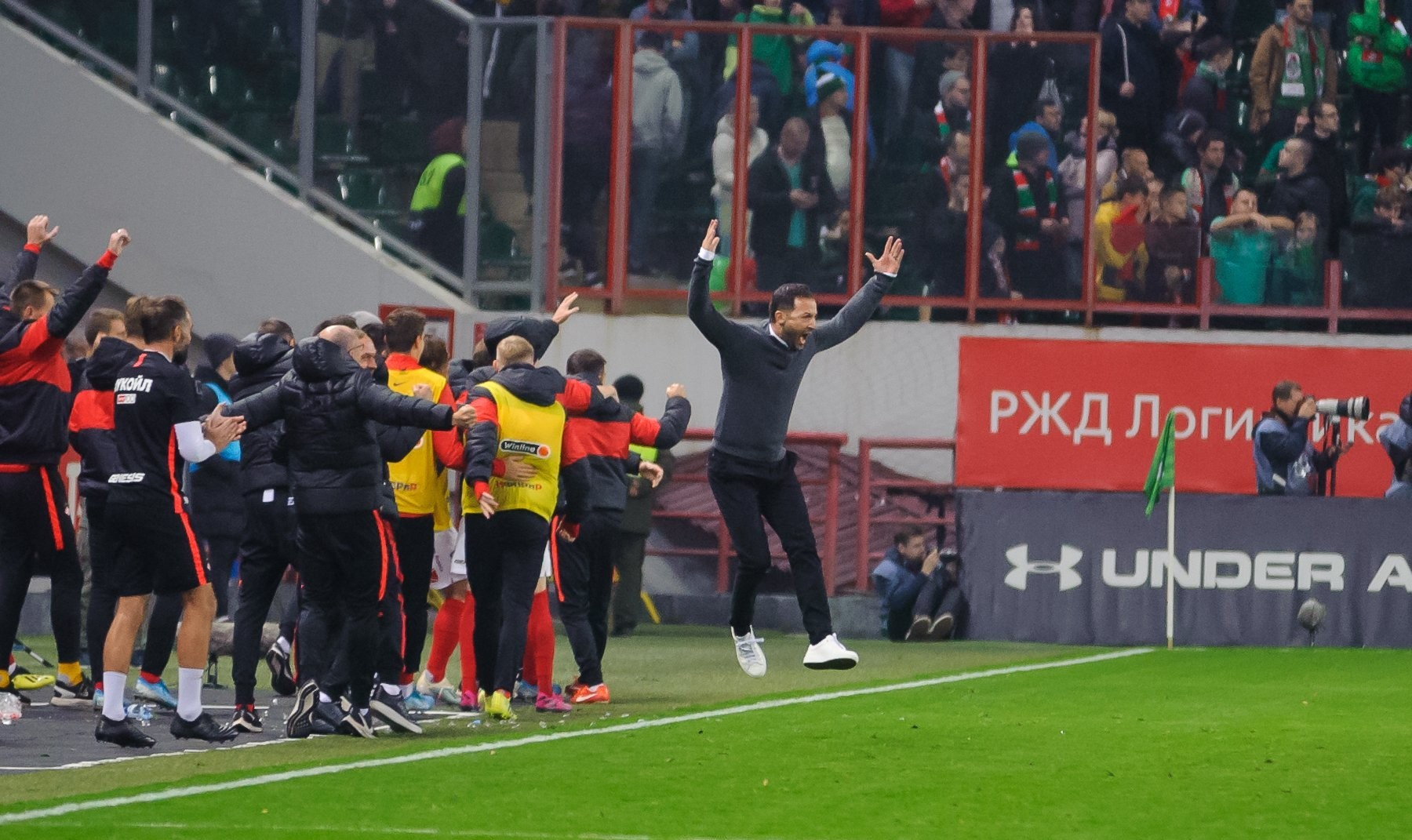
دومینیکو تدسکو مربی اسپارتاک مسکو در بازی مقابل لوکوموتیو مسکو است

### باشگاه فوتبال ارتسگبیرگ آئو
در 8 مارس 2017،باشگاه فوتبال ارتسگبیرگ آئو تدسکو را به عنوان سرمربی جدید خود منصوب کرد.او از پنج بازی اول خود 13 امتیاز به دست آورد و فصل را در رده چهاردهم به پایان رساند و باشگاه را از سقوط نجات داد. او با شش برد، دو تساوی و سه باخت به کار خود پایان داد

### شالکه 04
با شروع فصل 2017–18، تدسکو سمت مدیریت تیم بوندسلیگا شالکه 04 را بر عهده گرفت.او در اولین فصل حضورش در این باشگاه، شالکه را به مقام دوم در بوندسلیگا رساند.پس از شکست 0–7 مقابل منچسترسیتی در مرحله یک هشتم نهایی لیگ قهرمانان اروپا، و هفت بازی بدون برد متوالی، تدسکو در 14 مارس 2019 برکنار شد

### اسپارتاک مسکو
در 14 اکتبر 2019، باشگاه روسی اسپارتاک مسکو تدسکو را به عنوان سرمربی جدید خود منصوب کرد. او قراردادی را امضا کرد که تا ژوئن 2021 اعتبار داشت.
در طول دوران تصدی خود، او به طور کلی اسپارتاک را در بالای جدول لیگ نگه داشت و در بین هواداران محبوبیت یافت، نه تنها به دلیل عملکردش به عنوان سرمربی، بلکه به دلیل شخصیت عاطفی، کاریزماتیک و برونگرای او.
در 16 دسامبر 2020، او اعلام کرد که قرارداد خود را با اسپارتاک پس از ژوئن 2021، تاریخ توافق شده اولیه، تمدید نخواهد کرد،
وی 54 بازی به عنوان سرمربی در اسپارتاک مسکو حضور داشت که حاصل آن 27 پیروزی،10 تساوی و 17 شکست بود

### RB لایپزیگ
در 9 دسامبر 2021، تدسکو سمت سرمربیگری RB لایپزیگ را بر عهده گرفت.
در لیگ اروپا 2021-2022، RB لایپزیگ به نیمه نهایی رسید، که در آن آنها در مجموع 3-2 توسط رنجرز حذف شدند.وی موفق شد تا درفصل 2020-2021 با تیم لایپزیک قهرمان جام حذفی آلمان بشود
علیرغم اولین فصل موفق، فصل 2022–23 با چندین نتایج ناامیدکننده آغاز شد و او در 7 سپتامبر 2022 پس از باخت خانگی 4-1 در لیگ قهرمانان مقابل شاختار دونتسک اخراج شد

### تیم ملی بلژیک
تدسکو در 8 فوریه 2023 به عنوان مدیر تیم ملی بلژیک منصوب شد، با قراردادی که قرار بود تا پایان یورو 2024 اجرا شود. بلژیک در ابتدا با گیم پلی جذاب و نتایج چشمگیر در طول بازی های دوستانه، مانند پیروزی 3-2 مقابل آلمان، تأثیر امیدوارکننده ای را به نمایش گذاشت. با این حال، در مسابقات قهرمانی اروپا، بلژیک عملکرد ضعیفی داشت و در گروه خود متشکل از رومانی، اسلواکی و اوکراین دوم شد.در مرحله یک هشتم نهایی، بلژیک 1–0 برابر فرانسه شکست خورد و  تورنمنت را با تنها دو گل و یک برد به پایان رساند.
نتایج ضعیف تدسکو در بلژیک در لیگ ملت‌های اروپا نیز ادامه پیدا کرد و آنها با کسب تنها چهار امتیاز از شش مسابقه در رتبه سوم گروه دوم رقابت‌ها قرار گرفتند و از صعود به مرحله بعد باز ماندند.
عملکرد تدسکو باعث شد که تیبو کورتوا از بازی زیر نظر سرمربی امتناع کند و از تیم ملی فاصله بگیرد.